# فرودگاه باربرتن
فرودگاه باربرتن (به انگلیسی: Barberton Airport) یک فرودگاه است که یک باند فرود چمن دارد و طول باند آن ۱۰۰۰ متر است. این فرودگاه در کشور آفریقای جنوبی قرار دارد و در ارتفاع ۶۸۱ متری از سطح دریا واقع شده‌است.